# 中山川ダム
中山川ダム（なかやまがわダム）は、山口県が山口県岩国市を流れる二級水系島田川水系中山川に建設されたダムである。

## 概要
岩国市周東町に端を発し、瀬戸内海に注ぐ島田川は豪雨の度に流域に洪水被害が発生しており、抜本的な洪水対策が求められていた。
また、山口県東部地域においては工場や新たな施設の建設が相次ぎ、都市用水の需要増加が見込まれ新たな水源確保が課題となっていた。
そのため、山口県は治水・利水双方の目的から島田川左支流の中山川に多目的ダムである中山川ダムの建設を計画し、1995年（平成23年）に完成した。
具体的な中山川ダムの役割は島田川および中山川の安定した河川流量の保持、洪水調節、岩国市、光市、周南市への上水道用水の供給である。ダム建設により57haの土地が水没、うち農地が24haを占め、34戸が水没した。
ダム湖は細長い湖で、水辺のスポーツや釣り等に利用され、ダム湖周辺の公園は、展望や親水、多目的ゾーンとして階段護岸や多目的広場が整備されている。